# Ośrodek Zapasowy 19 Dywizji Piechoty
Ośrodek Zapasowy 19 Dywizji Piechoty (OZ 19 DP) – oddział piechoty Wojska Polskiego.

## Formowanie i organizacja
Ośrodek Zapasowy 19 Dywizji Piechoty nie istniał w organizacji pokojowej Wojska Polskiego. Był Jednostką mobilizowaną zgodnie z planem mobilizacyjnym „W”, w II rzucie mobilizacji powszechnej. Jednostką mobilizującą Ośrodek Zapasowy 19 Dywizji Piechoty był 77 pułk piechoty.
Ośrodek miał być formowany według organizacji wojennej L.3010/mob.org., ukompletowany zgodnie z zestawieniem specjalności oraz uzbrojony i wyposażony zgodnie z wojennymi należnościami materiałowymi. W skład ośrodka zapasowego ramowo wchodziło:
- dowództwo ośrodka zapasowego,
- kompania gospodarcza ośrodka zapasowego,
- kompania podchorążych rezerwy ośrodka zapasowego,
- trzy bataliony ośrodka zapasowego po trzy kompanie strzeleckie i jednej kompanii ckm,
- pluton przeciwpancerny ośrodka zapasowego,
- pluton pionierów ośrodka zapasowego,
- pluton łączności ośrodka zapasowego,
- pluton zwiadowców ośrodka zapasowego[3].

Po zmobilizowaniu wszystkich jednostek przewidzianych planem "W" w ramach mobilizacji alarmowej i powszechnej, w koszarach 77 pp w Lidzie pozostała nadwyżka rezerwistów. Dojechali dalsi rezerwiści z zachodnich rejonów kraju. Dowództwo nad nadwyżkami 77 pp objął mjr Wiktor Stoczkowski. Nad formowanym na ich bazie Ośrodkiem Zapasowym 19 Dywizji Piechoty dowództwo objął przybyły w pierwszych dniach września ppłk Zygmunt Izydor Blumski. Dla większości zebranych rezerwistów w ośrodku zabrakło mundurów, butów, namiotów, wyposażenia, a przede wszystkim broni i amunicji. Z uwagi na powyższe dowódca OZ 19 DP ppłk Z. Blumski postanowił z oddziału nadwyżek 77 pp sformować batalion piechoty. Na stan batalionu weszło kilkaset karabinów, kilka ckm z ograniczoną ilością amunicji oraz duża dotacja granatów ręcznych. Brak było broni ppanc. Po zmobilizowaniu wszystkich jednostek przewidzianych planem "W" w ramach mobilizacji alarmowej i powszechnej, w koszarach 85 pułku piechoty w Nowej Wilejce pozostała nadwyżka rezerwistów. Dojechali dalsi rezerwiści z zachodnich rejonów kraju w liczbie ok. 700 osób. Dowódcą wszystkich nadwyżek został mjr Edward Lubowicki. Posiadanym wyposażeniem, umundurowaniem i bronią sformowano batalion piechoty, który 4 września wymaszerował do Ośrodka Zapasowego 19 DP w Lidzie formowanego pod dowództwem ppłk. Izydora Blumskiego. W ślad za nim transportem kolejowym wysłano pozostałe mienie z koszar oraz żywność i resztę napływających rezerwistów. OZN 85 pp rozlokowano w pobliżu Lidy we wsiach i lasach.  
W koszarach 86 pułku piechoty do 2 września zebrało się łącznie ok. 1300-1400 oficerów, podoficerów i szeregowych część z nich pochodziła z pobliskich miejscowości, a część przybyła z ziem zachodnich - Wielkopolski i Pomorza. Ponieważ magazyny były puste, brakowała mundurów, butów i części wyposażenia. Ilość broni była znikoma  ok. 40 karabinów i po 100 sztuk amunicji do każdego. Oddział Zbierania Nadwyżek 86 pp 3 września pod dowództwem kpt. Alfreda Kuczuk-Pileckiego poprzez Wołżyn pomaszerował do Lidy. Po drodze prowadzono poszukiwania niemieckich spadochroniarzy, ćwiczono bierną obronę przeciwlotniczą. 6 września OZN 86 przybył do Lidy i został rozlokowany w pobliżu miasta, ze względu na zagrożenie nalotami. Dowództwo ośrodka w następnych dniach poczyniło szereg przesunięć organizacyjnych, dzieląc stan ośrodka na trzy rzuty: bojowy, marszowy i rezerwowy. Jednocześnie w oparciu o magazyny w Lidzie starano się żołnierzy umundurować  i uzbroić. Mundury były zużyte, broń przestarzała lub zużyta. Rozpoczęto szkolenie i zgrywanie pododdziałów, pozyskiwano, wyposażenie i broń z innych źródeł. Żołnierze 86 pp otrzymali nieco broni ręcznej i 2 ckm wz. 30. Na wieść o agresji ZSRR na Polskę 17 września na rozkaz ppłk. Izydora Blumskiego z rzutu bojowego i części rzutu marszowego sformowano improwizowany pułk bojowy OZ 19 DP pod dowództwem ppłk. Izydora Blumskiego. Z ogólnej liczby zgromadzonych ok. 4500 żołnierzy, wykorzystano tylko mniej niż połowę z uwagi na brak broni. Z nadwyżek każdego pułku piechoty 19 DP, sformowano batalion bojowy oraz nieliczne pododdziały pułkowe. Z żołnierzy 77 pp I batalion, z 85 pp II batalion i z 86 pp III batalion. Każda kompania składała się z ok. 80-120 żołnierzy.  Pozostałych żołnierzy w dniu 17 września i nocą 17/18 września zdemobilizowano. 

## Działania bojowe improwizowanego pułku OZ 19 DP
Na stan pułku wydano granaty ręczne, po 5 na żołnierza. W nocy 17/18 września pułk opuścił Lidę kierując się na Wilno. Noc 18/19 września pułk nocował w Ejszyszkach. 19 września po południu pułk przybył do Oran, tam dozbroił się w broń ręczną i 4 ckm z magazynów batalionu KOP „Orany“. Podczas narady oficerskiej w koszarach w Oranach, ppłk Blumski otrzymał rozkaz od gen. bryg. Wacława Przeździeckiego, kierujący go, do zagrożonego atakiem wojsk sowieckich Grodna. Do pułku przyłączyła się kompania policji. Wieczorem 19 września do dostępnego taboru kolejowego załadowano I i II batalion wraz z ppłk. Blumskim i przewieziono w pierwszym rzucie do Grodna, na miejsce przybył o godz. 10.00, dnia 20 września. Wyładowano transport na dworcu kolejowym w Grodnie. W drugim rzucie przybyły III batalion z kompanią policji i kompanią zwiadu, zostały wyładowane na stacji Kaplica. Z uwagi na trwające już walki z czołowymi oddziałami sowieckimi i grupami dywersyjnymi, złożonymi z bojówek komunistycznych i żydowskich, oddziały pułku natychmiast przystąpiły do walki. Do oczyszczenia miasta z bojówek dywersyjnych, wyznaczono 1 kompanię strzelecką. Natomiast bataliony rozwinęły się mając: II batalion na lewym północnym skrzydle pułku, na południe od stacji kolejowej Kaplica. W centrum III batalion na odcinku na północ od szosy na Skidel, do wschodniego skraju lasu Sekret, a I batalion obsadził południowe skrzydło, od majątku Rubanówka do niemalże Niemna, blokując ogniem w środkowym odcinku szosę na Skidel. W odwodzie pułku została w lesie Sekret 7 kompania strzelecka i kompania policji. Z czasem do I batalionu dołączyła z Grodna 1 kompania bez plutonu. 21 września dowódca pułku ppłk. Blumski rozkazał batalionom wykonać manewr wycofania się ku miastu i skrócenia frontu. W trakcie tego manewru, na pododdziały pułku wykonał natarcie sowiecki 119 pułk strzelców wsparty czołgami. Bataliony nie zdążyły powrócić na poprzednie stanowiska. Po wprowadzeniu do walki odwodu pułkowego (7 kompania strzelecka i kompania policji) i batalionu KOP „Orany“, wszystkimi siłami wykonano kontratak, który poprzez lukę w ugrupowaniu sowieckim wyszedł na tyły 119 ps, zmuszając go do odwrotu. Przed rozbiciem sowieckich sił uratowało ich, nadejście świeżych jednostek. Na pozycje pułku oddziały sowieckie wykonały dwa natarcia, czołgi z braku broni ppanc. przejechały przez linie pułku, a sowiecka piechota została powstrzymana i odparta. Po południu na rozkaz gen. bryg. Wacława Przeździeckiego, pułk OZ 19 DP wycofał się z Grodna w kierunku północnym. Po pozostawieniu pododdziałów osłonowych bataliony odeszły przez Stanisławowo do rejonu Hoży. 22 września po ominięciu Sopoćkiń, pułk OZ 19 DP pomaszerował do miejscowości Kodzie, przy granicy litewskiej. 23 września po przemówieniu ppłk. Blumski rozwiązał pułk, większość żołnierzy pułku przekroczyła granicę litewską i została internowana, część pozostała na terenie kraju.          

## Obsada dowódcza improwizowanego pułku piechoty OZ 19 DP
- dowódca pułku - ppłk Izydor Blumski
- adiutant pułku -
- kwatermistrz - mjr Wiktor Stoczkowski[9]
- dowódca plutonu łączności - ppor. rez. Jerzy Krajewski[5]
- dowódca kompanii zwiadu - ppor. Bolesław Domański[5]
- dowódca kompanii Policji Państwowej - NN
- dowódca I (77 pp) batalionu - kpt. Henryk Jackiewicz[9]
  - adiutant batalionu - NN
  - dowódca 1 kompanii strzeleckiej - por. Edward Wojniusz[9]
  - dowódca 2 kompanii strzeleckiej - kpt. Smoleński[9]
  - dowódca 3 kompanii strzeleckiej - kpt. Stanisław Grzywacz[9]
  - dowódca 1 kompanii ckm - NN
- dowódca II (85 pp) batalionu - mjr Edward Lubowiecki[5]
  - adiutant batalionu - NN
  - dowódca 4 kompanii strzeleckiej - NN
  - dowódca 5 kompanii strzeleckiej - NN
  - dowódca 6 kompanii strzeleckiej - NN
  - dowódca 2 kompanii ckm - NN
- dowódca III (86 pp) batalionu - kpt. Aleksander Habiniak[10]
  - adiutant batalionu - ppor. Franciszek Kućko[10]
  - dowódca 7 kompanii strzeleckiej - kpt. Alfred Kuczuk-Pilecki[10]
  - dowódca 8 kompanii strzeleckiej - kpt. Tadeusz Durniat[10]
  - dowódca 9 kompanii strzeleckiej - ppor. Mieczysław Gulin[10]
  - dowódca 3 kompanii ckm - por. rez. Rafał Ryżewski[10]
  - dowódca plutonu strzeleckiego – ppor. piech. rez. Tomasz Aleksander Targosz[11]